# Leucula ablinearia
Leucula ablinearia är en fjärilsart som beskrevs av Achille Guenée 1858. Leucula ablinearia ingår i släktet Leucula och familjen mätare. Inga underarter finns listade i Catalogue of Life.